# Primula cusickiana
Primula cusickiana es una especie de plantas de la familia de las primuláceas. Es originaria del oeste de Estados Unidos en los alrededores de la Gran Cuenca. Se encuentra en Oregón, Idaho, Nevada, y Utah.

## Descripción
Es una planta herbácea que alcanza un tamaño de 5-10 cm, con rizomas cortos y robustos, rosetas, no amontonadas, con pecíolo alado; las hojas lanceoladas a espatuladas, de 1-4 × 0.3 a 1.8  cm, de espesor, márgenes casi enteros o dentados en cierta medida, ápice obtuso o agudo, superficies lisas. Las inflorescencias con 2-8 flores; con brácteas involucrales, desiguales, en pedicelos erectos a arqueados y delgados, de 2-25 (-35) mm. La corola rosa-violeta y magenta, el tubo de 7-14 mm, longitud 1-2 veces el cáliz. Los frutos en cápsulas ovoides.

## Taxonomía
Primula cusickiana fue descrita por Asa Gray y publicado en Synoptical Flora of North America 2(1): 399. 1886.
Etimología
Ver: Primula
cusickiana: epíteto  otorgado en honor de William Conklin Cusick (1842-1922).
Variedades
Tiene cuatro variedades:
- P. c. var. cusickiana en Oregón, Idaho, and Nevada
- P. c. var. domensis, endémica de Utah.
- P. c. var. maguirei (syn. Primula maguirei), de Condado de Cache.[5][6]
- P. c. var. nevadensis, endémica de Nevada.

Sinonimia
- Primula angustifolia var. cusickiana A. Gray
- Primula brodheadiae M.E. Jones
- Primula brodheadiae var. minor M.E. Jones
- Primula parryi var. wilcoxiana Alph. Wood ex M.E. Jones
- Primula maguirei L.O. Williams
- Primula nevadensis N.H. Holmgren[7]